# Stuart Piggott
Stuart Ernest Piggott (Petersfield, 28 mei 1910 - Wantage, 23 september 1996) was een Britse archeoloog, vooral bekend om zijn werk over het prehistorische Wessex.
Piggott werd geboren in Petersfield, Hampshire, als de zoon van G.H.O. Piggott, en volgde daar zijn opleiding aan Churcher's College. Na het verlaten van de school in 1927 werkte hij als assistent bij het Reading Museum, waar hij een expertise ontwikkelde in neolithisch aardewerk.
In 1928 trad hij toe tot de Royal Commission on the Ancient and Historical Monuments of Wales.  De volgende vijf jaar bracht hij door met het maken van een baanbrekende studie van de site van Butser Hill, nabij Petersfield. Ook werkte hij samen met Eliot Cecil Curwen aan opgravingen van de neolithische onderbroken kringgreppel (causewayed enclosure) bij het heuvelfort The Trundle in Sussex.
In de jaren dertig begon hij te werken voor de amateurarcheoloog Alexander Keiller. De twee groeven op talloze locaties in Wessex, waaronder Avebury en Kennet Avenue. In 1933 schreef hij samen met zijn vriend Grahame Clark het invloedrijke artikel The age of the British flint mines (Antiquity, 1933). De resulterende controverse leidde tot de oprichting van de Prehistoric Society. Nog steeds zonder enige formele archeologische kwalificatie, schreef Piggott zich in aan Mortimer Wheeler's Institute of Archaeology in Londen, waar hij zijn diploma behaalde in 1936. Het was ook hier dat hij zijn vrouw Peggy (Margaret Guido) ontmoette. In 1937 publiceerde hij nog een baanbrekend artikel, The early Bronze Age in Wessex, en samen met zijn vrouw voegde hij zich in juni 1939 op uitnodiging van Charles Phillips bij de opgraving van het scheepsgraf van Sutton Hoo.
Tijdens de Tweede Wereldoorlog hielp Piggott bij het interpreteren van luchtfoto's. Hij werd overgeplaatst naar Brits-Indië, waar hij tijd doorbracht met het bestuderen van de archeologie van het subcontinent. Dit leidde tot de boeken Some Ancient Cities of India (1946) en Prehistoric India (1950). Deze ervaring verschafte hem een waardevolle externe kijk op de Europese prehistorie, die nuttig zou blijken bij zijn terugkeer naar Groot-Brittannië.
Na de oorlog ging hij naar Oxford om het werk van William Stukeley te bestuderen, maar in 1946 kreeg hij de Abercromby Chair in Archaeology aan de Edinburgh University (nu onderdeel van de School of History, Classics and Archaeology), als opvolger van Gordon Childe. Piggott maakte van Edinburgh een archeologische afdeling van internationale allure. Hij bleef veel publiceren. Zijn boek Neolithic Cultures of the British Isles (1954) was zeer invloedrijk, totdat radiokoolstofdateringstests gebreken in de chronologie aan het licht brachten. Piggott was van mening dat radiokoolstofdatering "archeologisch onaanvaardbaar" was, omdat elk ander stukje bewijs erop wees dat zijn data correct waren. In 1956 eindigde zijn kinderloos huwelijk.
In 1958 publiceerde Piggott een overzicht van de Schotse prehistorie, Scotland before History, en in 1959 een populair inleidend deel, Approach to Archaeology. 
Hij was voorzitter van de Prehistoric Society van 1960 tot 1963, president van de Society of Antiquaries of Scotland van 1963 tot 1967, voorzitter van de Council for British Archaeology van 1967 tot 1970 en een trustee van het British Museum tussen 1968 en 1974). In 1963 produceerde hij een grondige analyse van de klokbekercultuur in Groot-Brittannië, gepubliceerd als onderdeel van een liber amicorum gewijd aan Cyril Fox. Ancient Europe (1965) bleef meer dan twintig jaar een populair overzicht van de prehistorie van de Oude Wereld, waaruit zijn kijk op de continuïteit van het Europese verleden bleek. Piggotts interesse in de vroege geschiedenis van de archeologische praktijk leidde ertoe dat hij in 1968 The Druids schreef. Onder zijn andere boeken bevinden zich Prehistoric Societies (met Grahame Clark), The Earliest Wheeled Transport (1983), gevolgd door Wagon, Chariot and Carriage (1992). Zijn laatste boek was Ancient Britain and the Antiquarian Imagination (1989).
Piggott stierf op 23 september 1996 in zijn huis nabij Wantage in Berkshire aan een hartaanval. Zijn stoffelijk overschot werd op 30 september gecremeerd in het crematorium van Oxford.
- Bibsys: 90086768
- Biblioteca Nacional de España: XX828993
- Bibliothèque nationale de France: cb123906981 (data)
- CiNii: DA01874563
- Gemeinsame Normdatei: 118792148
- International Standard Name Identifier: 0000 0000 8174 5071
- Library of Congress Control Number: n50009852
- Nationale Bibliotheek van Letland: 000012935
- Bibliotheek van het Japanse parlement: 00452813
- Nationale Bibliotheek van Tsjechië: jn20010601117
- Nationale bibliotheek van Australië: 36525374
- Nationale Bibliotheek van Israël: 987007463523205171
- Nationale en Universitaire bibliotheek Zagreb: 000042614
- Nederlandse Thesaurus van Auteursnamen: 069347557
- Réseau des bibliothèques de Suisse occidentale: 02-A003694175
- Istituto Centrale per il Catalogo Unico: CFIV090344
- LIBRIS: 233245
- SNAC: w6fb84km
- Système universitaire de documentation: 032994176
- Trove: 365418
- Virtual International Authority File: 109311576
- WorldCat: E39PBJwdbWqtdMXDQJRFvC4KBP